# قلعه آکچی
قلعه آکچی (به ژاپنی: 明智城) نام یک قلعه ژاپنی در دوره سنگوکو در ولایت مینو بود. محل امروزی این قلعه در آکچی، گیفو، استان گیفو قرار دارد.
در فوریه ۱۵۷۴ طبق وصیت تاکدا شینگن، تاکدا کاتسویوری به قلعه آکچی، قلعه ای که به عنوان پایگاهی برای فتح ولایت مینو، اُواری، ولایت میکاوا، ولایت توتومی و ولایت سوروگا عمل می‌کرد با ارتش بزرگی متشکل از ۱۵۰۰۰ سرباز حمله کرد. قلعه به دست او سقوط کرد.